# Alberto Albístegui Arizmendiarrieta
Alberto Albístegui Arizmendiarrieta (Éibar, 12 de julio de 1933 - 16 de noviembre de 2015) fue un futbolista profesional retirado español, que jugaba habitualmente como defensa central. Fue el inicio de una saga de futbolistas. Padre de Alberto Albistegui y German Albístegui Zamakola (Consejero de la SD Eibar en los años 2011 y 2012) y abuelo de Alex Albistegi.

## Clubes
| Club                    | País   | Año       |
| ----------------------- | ------ | --------- |
| Real Sociedad de Fútbol | España | 1953-1956 |
| Osasuna                 | España | 1956-1960 |